# 粟津温泉

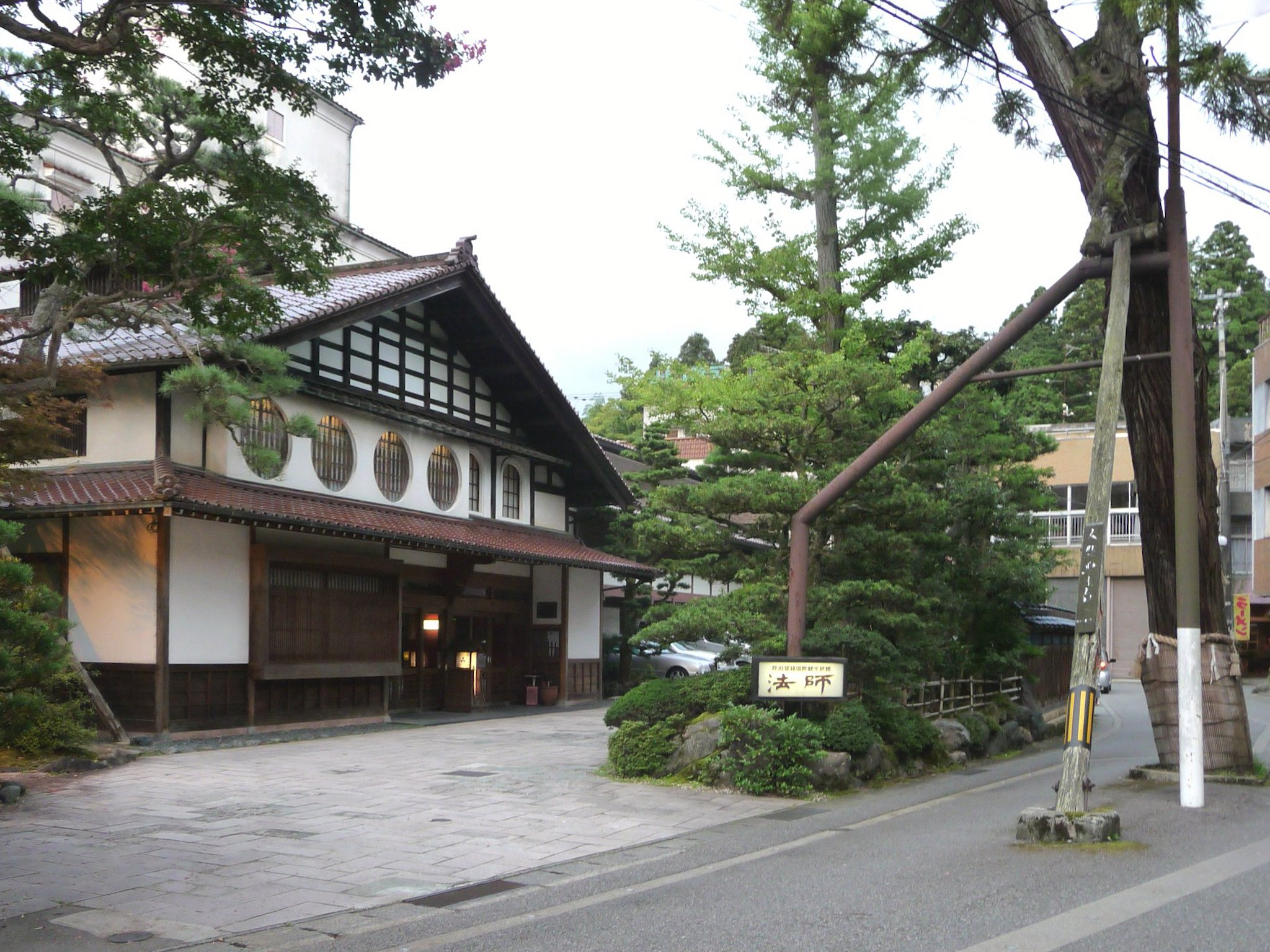
旅館法師

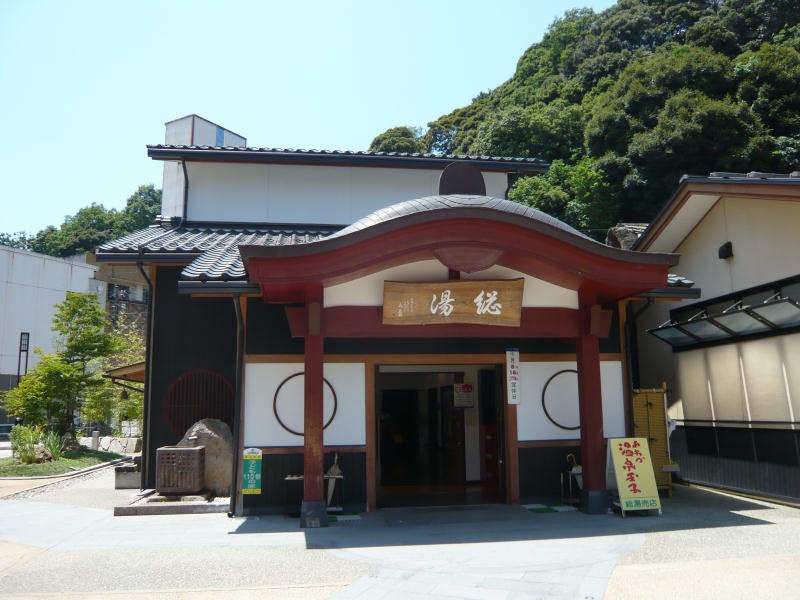
粟津温泉総湯

粟津温泉（あわづおんせん）は、石川県小松市（旧国加賀国江沼郡）にある温泉。山代、山中、片山津とともに加賀温泉郷の一つに数えられる。なお、「粟津温泉」は粟津温泉旅館協同組合の登録商標である（商標登録第5029303号）。

## 泉質
- 硫酸塩泉（旧泉質名 : 芒硝泉）

## 温泉街
旅館13軒（粟津温泉観光協会加盟は6軒）のこぢんまりとした佇まいだが、各旅館が自家掘りの源泉を持つ。
元々は保養、湯治向けの宿であったが、高度経済成長期における周辺温泉地の拡大に伴い、各旅館が建て替えを行い、そして淘汰が繰り返された。
その中には一時ギネスブックに記載されていた「世界一古い宿泊施設　法師」も一般に知られ、同温泉の知名度を上げている。
近くには北陸有数の名刹、那谷寺があることでも知られる。
共同浴場は「総湯」が存在する。2008年（平成20年）8月12日に新総湯がオープンした。
「恋人の聖地」に指定され、新総湯完成など徐々に整備され、コンパクトで魅力ある温泉街を作ろうとする動きが活発になっている。

## 歴史
奈良時代の開湯と伝わる。一般的には西暦718年に泰澄大師が発見したとされ、地元のきこりの息子であった雅亮法師に湯守を任せたことに始まるとされる。ただし710年の開湯とするものもある。
保養、湯治向けの湯として長く知られ、木造旅館が建ち並ぶ風情ある湯の町情緒を醸し出している。
2002年（平成14年）の年間入り込み客は約36万人だった。

## 交通アクセス
鉄道
- IRいしかわ鉄道線粟津駅から車で約10分。北陸新幹線が停車する小松駅および加賀温泉駅からは車で約20分。

バス
- 北鉄加賀バス粟津線「粟津温泉」または「那谷寺」行きで「粟津温泉」下車。粟津駅からは約10分。小松駅からは約30分。
- 加賀周遊バス キャン・バス加賀小松線で「粟津温泉」下車。加賀温泉駅からは約28分。

車
- 北陸自動車道小松ICから国道360号。佐々木ICから国道8号小松バイパスで福井方面。粟津IC下車、石川県道11号小松山中線を粟津温泉・山代温泉方面へ。